# 1917.
◄ | 19. stoljeće | 20. stoljeće | 21. stoljeće | ►
◄ | 1880-ih | 1890-ih | 1900-ih | 1910-ih | 1920-ih | 1930-ih | 1940-ih | ►
◄◄ | ◄ | 1914. | 1915. | 1916. | 1917. | 1918. | 1919. | 1920. | ► | ►►
Arhitektura • Astronomija • Biologija • Film • Fotografija • Glazba • Kazalište • Kemija • Kiparstvo • Knjige • Književnost • Kršćanstvo • Meteorologija • Medicina • Planinarstvo • Politika • Pravo • Promet • Slikarstvo • Strip • Šport • Televizija • Znanost • Zrakoplovstvo • Željeznički promet
1917. (rim. MCMXVII), bila je 16. godina 20. stoljeća, treća i predzadnja godina Prvog asvjetskog rata.

## Događaji
- Uspostavljena zračna luka Kraljevskih zračnih snaga u Adenu Khormaksar.
- 13. lipnja – Prvo bombardiranje Londona zrakoplovima. Njemačka je s 14 bombardera Gotha bombardirala London, pri čemu su u bombardiranju poginule 162 osobe. Do tada je London bio bombardiran iz cepelina.
- 21. srpnja – Pod punim nazivom Bayerische Motoren Werke GmbH osnovan je BMW, poznati njemački proizvođač automobila i motocikala.
- Februarska i Oktobarska revolucija u SSSR-u

## Rođenja

### Siječanj – ožujak
- 5. siječnja – Jane Wyman, američka glumica († 2007.)
- 24. siječnja – Ernest Borgnine, američki glumac († 2012.)
- 21. veljače – Ivo Vitić, hrvatski arhitekt († 1986.)
- 24. veljače – Tetjana Jablonska, ukrajinska slikarica († 2005.)
- 20. ožujka – Vera Lynn, britanska pjevačica († 2020.)
- 30. ožujka – Rudolf Brucci, hrvatski skladatelj († 2002.)

### Travanj – lipanj
- 1. travnja – Stanko Banić, hrvatski katolički svećenik († 2004.)
- 29. travnja – Celeste Holm, američka glumica († 2012.)
- 3. svibnja – Kiro Gligorov, makedonski državnik († 2012.)
- 29. svibnja – John F. Kennedy, američki političar i predsjednik († 1963.)
- 9. lipnja – Norbert Neugebauer, hrvatski filmski redatelj i crtač stripa († 1992.)
- 13. lipnja – Augusto Roa Bastos, paragvajski književnik († 2005.)
- 21. lipnja – Pero Budak, hrvatski književnik († 2008.)
- 30. lipnja – Lena Horne, američka pjevačica, glumica i plesačica († 2010.)

### Srpanj – rujan
- 1. srpnja – Humphry Osmond, britanski psihijatar († 2004.)
- 7. srpnja – Fidel Sánchez Hernández, salvadorski političar, general i predsjednik († 2003.)
- 1. kolovoza – Mladen Bašić, hrvatski pijanist i dirigent († 2012.)
- 6. kolovoza – Robert Mitchum, američki glumac († 1997.)
- 21. kolovoza – Leonid Hurwicz, američki ekonomist († 2008.)
- 22. kolovoza – Većeslav Holjevac, zagrebački gradonačelnik koji je proširio grad južno od Save († 1970.)
- 26. kolovoza – Zvonimir Cimermančić, hrvatski nogometaš († 1979.)

### Listopad – prosinac
- 8. listopada – Vera Johanides, hrvatska biologinja († 2000.),
- 21. listopada – Dizzy Gillespie, američki jazz glazbenik († 1993.)
- 22. listopada – Joan Fontaine, američko-britanska glumica († 2013.)
- 22. listopada – Šimun Seletković,  hrvatski glazbenik, skladatelj, dirigent  († 2013.)
- 19. studenog – Indira Gandhi, indijska političarka († 1984.)
- 9. prosinca – Tomislav Neralić, hrvatski operni pjevač († 2016.)

## Smrti

### Siječanj – ožujak
- 29. ožujka – Maximilian von Prittwitz, njemački general (* 1848.)
- 31. ožujka – Emil Adolf von Behring, njemački liječnik i imunolog (* 1854.)

### Travanj – lipanj
- 14. travnja – Lazar Ludvig Zamenhof, tvorac međunarodnog jezika esperanta (* 1859.)
- 25. svibnja – Maksim Bahdanovič, bjeloruski pjesnik (* 1891.)

### Srpanj – rujan
- 27. srpnja – Emil Theodor Kocher, švicarski liječnik, nobelovac (* 1841.)
- 25. rujna – Frano Supilo, hrvatski političar i publicist (* 1870.)
- 26. rujna – Edgar Degas, francuski slikar, grafičar i kipar (* 1834.)

### Listopad – prosinac
- 7. prosinca - Luise Hummel, austrijska pedagoginja (* 1847.)
- 22. prosinca – Franciska Cabrini, talijansko-američka misionarka (* 1850.)

## Nobelove nagrade
- Fizika: Charles Glover Barkla
- Kemija: nije dodijeljena
- Fiziologija i medicina: nije dodijeljena
- Književnost: Karl Gjellerup, Henrik Pontoppidan
- Mir: Međunarodni odbor Crvenog križa

## Vanjske poveznice
|  | Zajednički poslužitelj ima još gradiva o temi 1917. |